# Sokslammi
Sokslammi är en sjö i kommunen Janakkala i landskapet Egentliga Tavastland i Finland. Arean är 34 hektar och strandlinjen är 3,07 kilometer lång. Sjön  ingår i Kumo älvs huvudavrinningsområde.   Den ligger omkring 22 km söder om Tavastehus och omkring 72 km norr om Helsingfors. 